# ニュージーランドオットセイ
ニュージーランドオットセイ（学名：Arctocephalus forsteri）はアシカ科ミナミオットセイ属に属するオットセイの一種。種小名 forsteri はドイツの博物学者ヨハン・フォスターにちなむ。

## 分布
ニュージーランド、オーストラリア南岸に生息

## 形態
オスは平均体重126kgほどだが、160kgのものも報告されている。オスの体長は2mに達することもある。メスの平均体重は30-50kgで、体長は1.5m。生まれた時点の子の平均体重は3.3～3.9kg、体長は40～55cm。生後290日で、オスは約14.1kg、メスは約12.6kg。 他のアシカ科と同様に、外耳と前方に回転する後鰭脚があり、アザラシとは明らかに区別される。薄く長い髭と尖った鼻を持つ。2層の毛皮で覆われ、外の毛皮は背中側が灰色がかった茶色で、腹側が明るい。長い上毛に白い先端があるために銀色のような外観を与える。アンティポデス諸島とマッコーリー島でかつて発見された、いわゆる"Upland Seals"は、厚い毛皮を持つ別亜種と主張されているが、遺伝的に異なるかどうかは不明。

## 生態
肉食。頭足類や魚類、コガタペンギンやハシボソミズナギドリを食べる。